# 吉爾吉斯斯坦的維吾爾人
維吾爾人，移民吉爾吉斯斯坦開始於19世紀後半。根據官方在2009年數據，維吾爾人佔人口0.9%約48,543人。

## 移民歷史
維吾爾人移民吉爾吉斯斯坦可分為三次浪潮，第一次是19世紀後半的同治陝甘回變，一些來自喀什噶爾的維吾爾人和東干人在事後逃往費爾干納谷地，人數約7000人。在20世紀初一些維吾爾人，東干人和漢人在吉爾吉斯的棉花田和煤礦工作。第二波在20世紀50-60年代，當時因大躍進造成的飢荒導致他們湧入吉爾吉斯斯坦，當中也有前東突厥斯坦第二共和國人士，第三波在吉爾吉斯斯坦獨立後，維吾爾人作為貿易商前往當地，非官方估計有100000-200000人。一些維吾爾人被政府登記為烏茲別克族。

## 貿易與勞工
從事跨境貿易的維吾爾移民傾向於在比什凱克東郊區生活，他們的雙語能力使他們成為中國漢族和當地人民之間的業務中介機構。然而他們的集貿市場已經成為眾多攻擊的目標。2000年，一場大火在遊客集市爆發，有兩個維吾爾人被槍殺。2005年，維吾爾族為主的馬迪納集市在一場選舉與有關的騷亂中被縱火，維吾爾族商人那裡遭受毆打和槍擊。
維吾爾族也在當地經營餐廳。

## 教育
不像在哈薩克斯坦的同族，吉爾吉斯斯坦的維吾爾人多欠缺正式教育。一些年長的維吾爾人從事教授維吾爾語，結果維吾爾語在年青一代衰落，他們多數只能說但無法看懂老維文。

## 族際關係
吉爾吉斯大眾媒體經常描述維吾爾人為恐怖份子和極端主義者，另一種常見的刻板印象是他們都是富有的商人。在2010年吉爾吉斯革命，在托克馬克鎮北部的反政府抗議活動升級為種族騷亂，維吾爾族和東干族商店和房屋遭到襲擊，造成11人住院。